# Bretońska Partia Narodowa
Bretońska Partia Narodowa (fr. Parti National Breton, bret. Strollad Broadel Breiz) – bretońskie nacjonalistyczne ugrupowanie polityczne istniejące w latach 1920–1945.

## Okres przedwojenny
Na fali odrodzenia się bretońskiej tożsamości narodowej po I wojnie światowej powstała w 1920 r. z inicjatywy Franseza Debauvaisa i Oliera Mordrela separatystyczna Bretońska Partia Narodowa. Byli oni zainspirowani irlandzkim powstaniem wielkanocnym w Dublinie z 23 kwietnia 1916 r., którego przywódcy proklamowali niepodległą republikę Irlandii. W latach 30. działalność PNB przybrała na sile. W tym czasie partia zaczęła zajmować coraz bardziej proniemieckie stanowisko, w myśl zasady „wróg mojego wroga jest moim przyjacielem”. W pismach wydawanych przez PNB pisano artykuły popierające remilitaryzację Nadrenii i przyłączenie Austrii do hitlerowskich Niemiec.
27 grudnia 1931 r. odbył się w miejscowości Landerneau pierwszy kongres PNB. W 1936 r. wzięła ona udział w wyborach parlamentarnych, występując pod szyldem Frontu Bretońskiego. Głosowało na nią ponad 200 tys. wyborców, co stanowiło blisko 40% wszystkich głosów oddanych w Bretanii. Zaniepokoiło to mocno francuski rząd, który rozpoczął prześladowania działaczy PNB. Aresztowani zostali jej obaj przywódcy oraz Célestin Lainé, szef bojówek Gwenn ha du. F. Debauvaisa i O. Mordrela zmuszono wkrótce do wyjazdu do Belgii, natomiast na czele partii stanął – wypuszczony z więzienia – C. Lainé. Był on przedstawicielem skrajnego skrzydła partii i zwolennikiem zbrojnej walki o niezależną Bretanię, chcąc utworzyć bretońską armię. Utrzymywał osobiste kontakty z niemieckimi nazistami.
Stosunek PNB do przystąpienia Francji do wojny z Niemcami 3 września 1939 r. był dwojaki. Z jednej strony nie chciano "umierać za Gdańsk", z drugiej zaś strony – obawiano się otwarcie opowiedzieć po stronie Niemiec, co doprowadziłoby do represji wobec działaczy partii. Dlatego też ostatecznie krajowe władze PNB oficjalnie nie przeciwstawiały się mobilizacji do armii francuskiej. Natomiast przebywający na przymusowej emigracji F. Debauvais i O. Mordrel wydali manifest, w którym ogłosili oderwanie Bretanii od Francji i utworzenie niezależnego państwa oraz wzywali Bretończyków do nie wstępowania do francuskiej armii. Udali się z nim do Berlina, licząc na pomoc ze strony Adolfa Hitlera. Przywódca Rzeszy na razie wolał jednak nie podejmować zbyt szybkich decyzji poparcia, gdyż jeszcze miał nadzieję na zawarcie pokoju z Francją i Wielką Brytanią. Z kolei rząd francuski Édouarda Daladiera w październiku zdelegalizował PNB i przejął cały jej majątek. Wytoczył też proces obu emigracyjnym przywódcom, skazując ich zaocznie na 5 lat więzienia za "niesubordynację w czasie wojny". Do więzienia trafiło ponadto kilku krajowych działaczy z C. Lainém na czele. W maju 1940 r. zdążył się odbyć kolejny proces F. Debauvaisa i O. Mordrela przed wojskowym trybunałem w Rennes. Tym razem otrzymali już karę śmierci za zdradę stanu, separatyzm, udział w tajnych strukturach oraz podżeganie do dezercji i zdrady.

## Program i organizacja
Program PNB został przedstawiony w piśmie „Breiz Atao” w marcu 1933 r. przez F. Debauvaisa. Zakładał on przede wszystkim utworzenie niezależnego państwa bretońskiego, którego granice byłyby określone poprzez przeprowadzenie plebiscytu. Jego ustrój miał się opierać na katolickich zasadach solidarności społecznej, a podstawę systemu gospodarczego miały stanowić rodzinne gospodarstwa rolne i małe przedsiębiorstwa. Robotnicy mieli mieć prawo zrzeszania się w związki zawodowe. Prawa publiczne należałyby jedynie do Bretończyków.
Organem prasowym partii było pismo „Breiz Atao” („Bretania na Zawsze”), wydawane od stycznia 1919 r. PNB od poł. lat 20. posiadała paramilitarne bojówki pod nazwą Gwenn Ha Du, a od 1936 r. – Kadervenn, wzorowany na irlandzkiej IRA. Prowadziły one działania zakłócające wizyty francuskich dygnitarzy w Bretanii oraz mające doprowadzić do zniszczenia symboli francuskiej władzy nad regionem, podkładając ładunki wybuchowe pod różnymi pomnikami i monumentami. W ciągu 1939 r. otrzymały z Niemiec dostawy broni i wyposażenia, które ukryto.

## Okupacja niemiecka
Działacze zdelegalizowanej PNB podjęli politykę kolaboracji z okupantami. Sądzili oni, że Niemcy poprą ich dążenia do utworzenia niezależnej Bretanii. Adolf Hitler postawił jednak na nowo utworzony rząd Vichy i marszałka Philippe’a Pétaina, stąd marzenia nacjonalistów bretońskich szybko się rozwiały. Pomimo tego ich sytuacja uległa poprawie. Niemieckie władze okupacyjne wydały zgodę na reaktywowanie działalności PNB, ale pod nazwą Bretońska Rada Narodowa, co nastąpiło na kongresie w miejscowości Pontivy. Od lipca 1940 r. zaczęto także wydawać nowy tygodnik „L'Heure Bretonne” („Czas Bretoński”), jako kontynuację „Breiz Atao”, ale ponieważ jego artykuły miały w większości antyfrancuski i antyvichystowski charakter, bardzo często interweniowała niemiecka cenzura. Po spotkaniu marszałka P. Pétaina z A. Hitlerem w Montoire 24 października 1940 r., podczas którego przywódca Francji Vichy uskarżał się na niepokorną prowincję, kanclerz Rzeszy podjął kilka decyzji wymierzonych przeciwko bretońskiemu nacjonalizmowi. Zlikwidowano odrębny obóz jeniecki dla żołnierzy i oficerów bretońskiego pochodzenia i zawieszono wydawanie „L'Heure Bretonne”. W tej sytuacji zniechęcony F. Debauvais wycofał się z życia politycznego, a O. Mordrel zaangażował się w ruchu oporu. Wkrótce obaj zostali aresztowani przez Niemców i przeniesieni na terytorium Rzeszy.
W PNB doszli do głosu bardziej umiarkowani działacze. Na jej czele stanął Raymond Delaporte, który wcześniej krytykował działania O. Mordrela. Wznowiono też wydawanie „L'Heure Bretonne”, ale pod warunkiem, że będzie bardziej provichystowski. Działalność PNB doprowadziła w dużym stopniu do renesansu bretońskiej kultury. Radio „Rennes Bretagne” rozpoczęło nadawanie audycji w języku bretońskim, a historia Bretanii pojawiła się w szkołach jako osobny przedmiot nauczania. W marcu 1941 r. przywrócono naukę języka bretońskiego. W 1942 r. niemieckie władze okupacyjne zreformowały lokalną administrację; utworzyły nawet 11 października Bretoński Komitet Konsultacyjny, który miał czuwać nad kulturalnym odrodzeniem regionu. Działacze PNB, którzy wchodzili w jego skład (m.in. Yann Fouéré, Joseph Martray) chcieli przekształcić go w prawdziwe zgromadzenie ustawodawcze z prawem decydowania o lokalnych sprawach. Część działaczy z C. Lainém na czele nie zadowoliła się jednak ustępstwami ze strony Niemców i rządu Vichy, żądając pełnej niepodległości Bretanii. Na pocz. 1941 r. powołali oni wzorowaną na IRA tajną Armię Bretońską (Lu Brezon), która prowadziła działania zbrojne wymierzone też przeciwko Niemcom. W tym samym roku powołano także paramilitarne Bagadoù Stourm (Grupy Bojowe), na czele których stanęli C. Lainé i Yann Goulet.
Wobec wzrastającego zagrożenia alianckiej inwazji na Francję uaktywnił się nieistniejący praktycznie do tej pory na obszarze Bretanii ruch oporu, dokonując coraz więcej zamachów zarówno przeciwko przedstawicielom okupacyjnych władz, jak też bretońskim kolaborantom. Niemcy, których zaskoczyła skala wystąpień, zwrócili się o pomoc do niektórych profaszystowskich działaczy PNB, w tym przede wszystkim C. Lainé’a. Po zabójstwie przez członka résistance ojca Perrot 12 grudnia 1943 r., który był duchowym przywódcą i najwyższym autorytetem moralnym bretońskich nacjonalistów, C. Lainé przyjął propozycję. Spośród członków Lu Brezon utworzył – na podstawie umowy z komórką SD w Rennes, na czele której stał SS-Obersturmbannführer Hartmut Pulmer – grupę zbrojną pod nazwą Bezen Perrot, która liczyła ok. 80 osób. Podjęła ona walkę z francuską partyzantką. Wkrótce Niemcy włączyli formację w skład jednostek policyjnych SS, co doprowadziło do wyrzucenie C. Lainé’a i jego zwolenników z PNB. Kierownictwo partii chciało zachować równowagę między stosunkiem do Niemców i do ruchu oporu. W odpowiedzi C. Lainé w maju 1944 r. formalnie założył nową bardziej radykalną Bretońską Partię Narodową, co nie miało jednak żadnego znaczenia, gdyż nie podjęła praktycznie żadnej działalności.
Po lądowaniu aliantów w Normandii 6 czerwca 1944 r. i zbliżaniu się ich wojsk do Bretanii, większość przywódców PNB uciekła do Niemiec. Tam w lutym 1945 r. O. Mordrel nawiązał kontakt z Jakiem Doriotem, liderem faszystowskiej Francuskiej Partii Ludowej, występując jako przedstawiciel Bretończyków. W ich wyniku J. Doriot zgodził się na niezależność Bretanii w ramach przyszłej federacyjnej Francji. Nie miało to oczywiście żadnego znaczenia, będąc przykładem oderwania przywódców PNB od rzeczywistości. Tymczasem po wyzwoleniu Bretanii przez wojska alianckie w sierpniu 1944 r., władze francuskie przystąpiły do osądzenia wszystkich podejrzanych o współpracę z okupantem. Aresztowano ponad 1 tys. członków PNB, która została zdelegalizowana; 10 członków Bezenn Perrot dostało karę śmierci, wielu pozostałych długoletniego więzienia. Jednakże większość przywódców partii zdołała uciec z kraju, przez co byli sądzeni zaocznie. C. Lainé I Y. Goulet zostali skazani na karę śmierci, R. Delaporte na 20 lat ciężkich robót i zakaz powrotu do ojczyzny do końca życia, podobnie O. Mordrel.